# Apsamikku
Un apsamikkum, ou apsamikku, est une figure géométrique récurrente dans les tablettes d'argile mésopotamiennes. Il s'agit d'un « carré concave », une figure formée de quatre quarts de cercles deux à deux tangents extérieurement en leurs extrémités, et du cercle passant par ces quatre extrémités.

## Sources
- (en) Eleanor Robson, « The Long Career of a Favorite Figure: The apsamikku in Neo-Babylonian Mathematics », dans From the Banks of the Euphrates: Studies in Honor of Alice Louise Slotsky, 2007 (lire en ligne), p. 209-224